# Miracle Science and Fantasy Stories

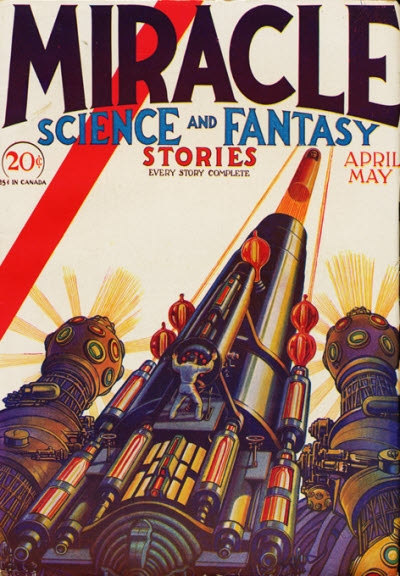
Capa do primeiro número; a arte é de Elliott Dold

Miracle Science and Fantasy Stories (em português: Ciência Milagrosa e Histórias de Fantasia) foi uma revista norte-americana de ficção científica que publicou duas edições em 1931. A ficção nada tinha de notável, mas a arte da capa e as ilustrações, de Elliott Dold, eram de alta qualidade e fizeram da revista um item de colecionador. A revista deixou de ser publicada quando Dold adoeceu e não pôde continuar suas funções como editor e artista.

## História de publicação
Em 1931, Harold Hersey, que trabalhava na área de revistas pulp há mais de uma década, decidiu lançar uma nova revista de ficção científica e fantasia. Hersey foi o editor da primeira metade da série de 16 edições The Thrill Book em 1919, e também trabalhou para a Clayton Magazines, onde em 1928 ele propôs uma revista de ficção científica a William Clayton. Clayton recusou a proposta, mas no ano seguinte mudou de ideia e lançou Astounding Stories of Super Science, com Harry Bates como editor. Depois que Hersey deixou Clayton e abriu sua própria editora, ele voltou à ideia, provavelmente com o incentivo de Elliott Dold, um artista que fornecia obras de arte para Astounding.
Hersey lançou Miracle Science and Fantasy Stories em 1931, com Douglas Dold (que era cego) como editor. Elliott Dold também forneceu a arte da capa da primeira edição. O irmão de Elliott, Douglas, também trabalhou na revista; algumas fontes creditam Douglas como editor, mas o historiador de ficção científica Howard DeVore argumenta que isso decorre de uma leitura errada da autobiografia de Hershey. Apenas mais uma edição apareceu: Elliott Dold adoeceu e não pôde continuar trabalhando na revista, e Hersey interrompeu a publicação; o historiador de ficção científica Mike Ashley comenta que isso implica que provavelmente estava perdendo dinheiro. Miracle incluiu histórias de Victor Rousseau e John Miller Gregory. O romance principal da primeira edição é creditado a Douglas Dold e o romance principal da segunda edição a Elliott, mas o historiador de ficção científica Richard Bleiler sugere que ambas as histórias foram colaborações dos dois irmãos. A qualidade da ficção era geralmente muito baixa, mas a arte de Elliott Dold em ambas as edições era de qualidade muito superior, e é a razão pela qual a revista continua sendo um item de colecionador até hoje.

## Detalhes bibliográficos
O editor de ambas as edições foi Elliott Dold; a editora foi Good Story Magazine Co, com sede em Springfield, Massachusetts. As duas edições foram datadas de abril-maio e junho-julho de 1931; ambos foram impressos em formato pulp, ao preço de 20 centavos e com 144 páginas.